# Estilo Enrique II

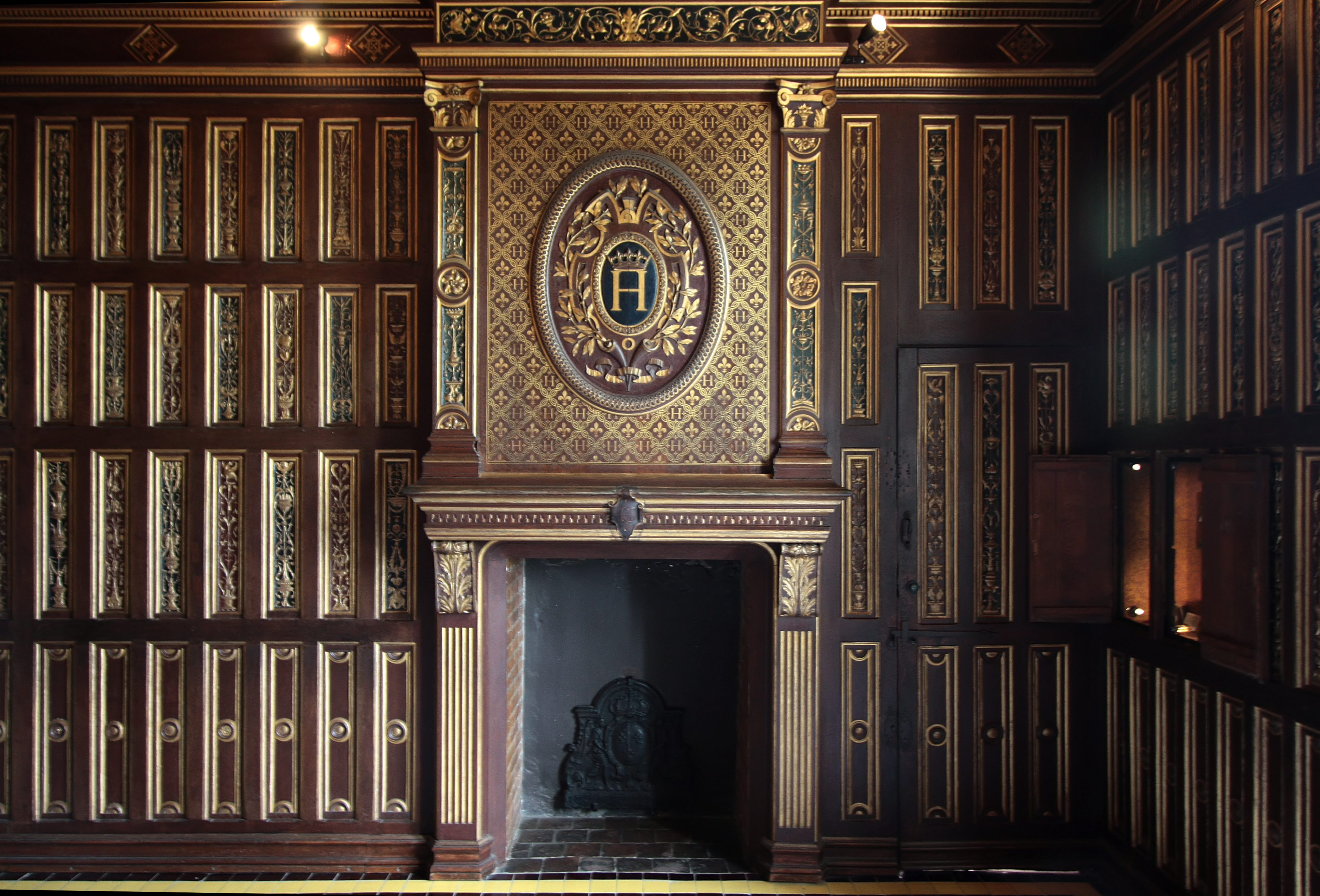
Emblema de los reyes Enrique y Catalina (letras H y C) en la chimenea del studiolo de la reina en el chateau de Blois. El resto de la decoración es anterior, hacia 1520.

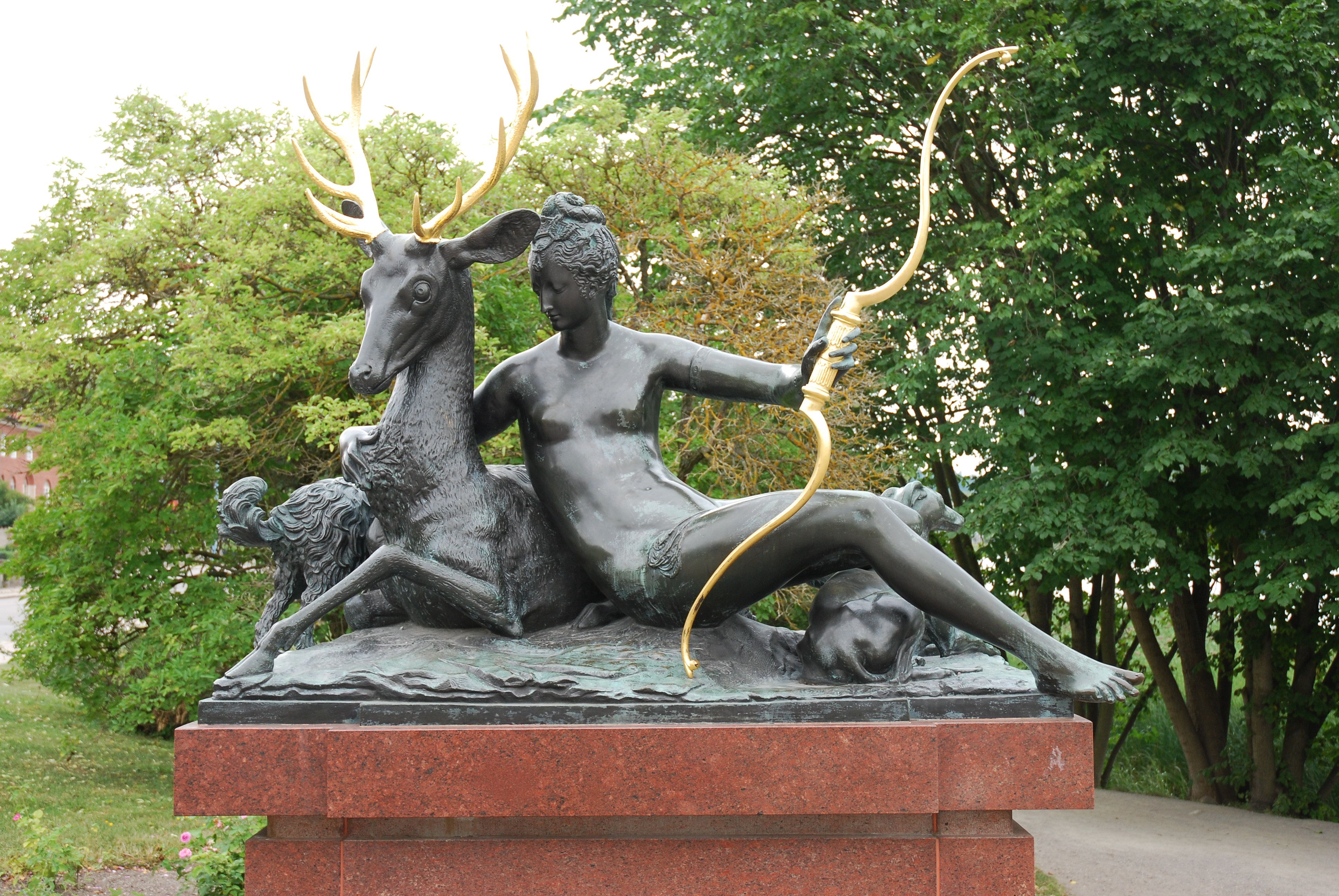
Diana apoyada en un ciervo, de Goujon.

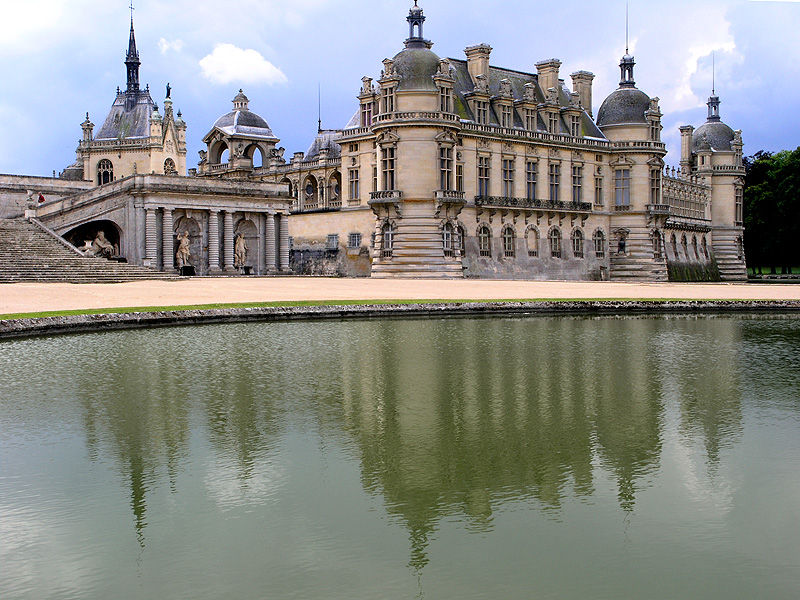
Chateau de Chantilly.

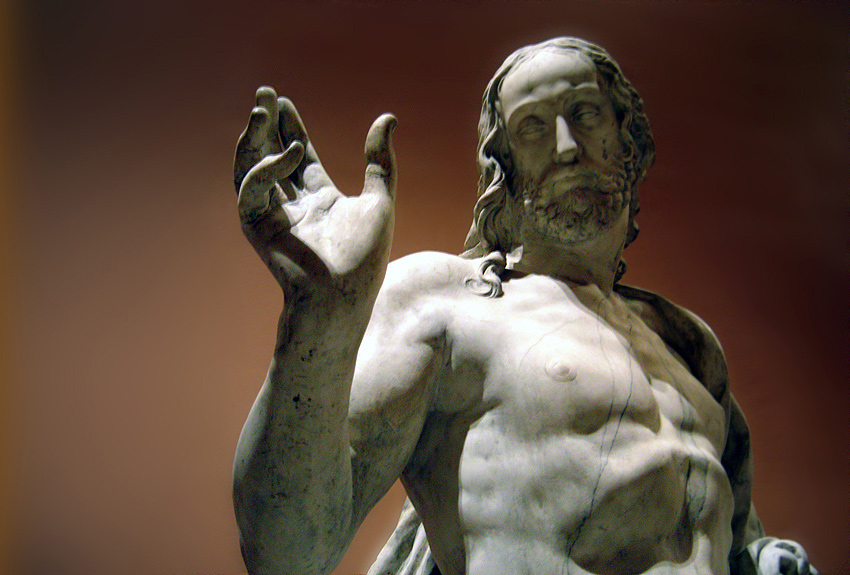
Resurrección, de Pilon.

Estilo Enrique II o segundo Renacimiento francés son denominaciones del estilo artístico que se dio durante el reinado de Enrique II de Francia (1547-1559), pero también el de los tres siguientes reyes (los últimos Valois: el efímero Francisco II, Carlos IX, 1559-1574 y Enrique III, 1574-1589), en los que se incluyen varios periodos de regencia de Catalina de Médici y el turbulento periodo de las guerras de religión. También se denomina del mismo modo al estilo historicista que lo imita, especialmente en el mobiliario y las artes decorativas, durante el siglo XIX (Neorrenacimiento).
Forma parte del Renacimiento francés y del Manierismo nórdico. Es continuación del estilo Francisco I (primer Renacimiento francés -Alto Renacimiento-) y precede al estilo Enrique IV (ya en transición al Barroco).

## Artes "mayores"
Sus principales influencias vienen de Italia, de donde tanto Francisco I como su nuera, Catalina de Médici, habían hecho venir artistas, desde el propio Leonardo da Vinci hasta un gran número de seguidores de las escuelas de Miguel Ángel y Rafael. Los artistas franceses incorporaron el estilo manierista tanto de éstos como de sus propios viajes a Italia, muy frecuentes a mediados del siglo XVI.
Rosso Fiorentino, Francesco Primaticcio y Sebastiano Serlio sirvieron como artistas de la corte de Enrique II, para el que construyeron su galería y la Aile de la Belle Cheminée (1568) en el Chateau de Fontainebleau. El arquitecto francés Pierre Lescot y el escultor Jean Goujon reconstruyeron el Palais du Louvre alrededor de la gran cour cuadrada. El Château d'Anet, encargado por Diane de Poitiers, amante oficial de Enrique II, fue diseñado por Philibert Delorme, que había estudiado en Roma. Era un palacio manierista, que alojaba una estatua de Diana obra de Benvenuto Cellini, que estaba trabajando en Francia. En 1564 Delorme comenzó a trabajar en las Tullerías, el palais parisino más característico del estilo Enrique II, con un tratamiento manierista de los temas clásicos, para el que Delorme desarrolló su propio concepto de orden de columnas (el "orden francés").
Jean Bullant, otro arquitecto francés formado en Roma, también produjo diseños que combinaban los temas clásicos en una estructura manierista. El Château d'Écouen y el Château de Chantilly, ambos encargo de Anne de Montmorency, ejemplifican el modelo de château del estilo Enrique II, que proliferó entre la nobleza. Jacques Androuet du Cerceau publicó Les plus excellents bastiments de France (dos volúmenes, 1576 y 1579), con numerosos grabados de los edificios de la época, muchos de ellos hoy desaparecidos (como las Tullerías) o significativamente alterados (como Écouen), de modo que ha pasado a ser la principal fuente de conocimiento sobre el estilo.
En pintura y escultura, como en arquitectura, la influencia italiana fue esencial. La primera escuela de Fontainebleau representa esa incorporación de la influencia de los maestros italianos a una nueva generación de pintores y escultores locales, como Germain Pilon y Juste de Juste.
A finales del siglo XVI el estilo Enrique II, que podría considerarse una forma "galificada" del Manierismo italiano, había sido reemplazada por un clasicismo más consistente.

## Mobiliario
Los principales artistas de este periodo son el escultor Jean Goujon y el arquitecto Androuet du Cerceau en París, el escultor Hugues Sambin en Lyon y, en Île-de-France, la principal corriente, representada por la Escuela de Fontainebleau, en la que los muebles presentan una marcada forma arquitectónica.

### Muebles preexistentes

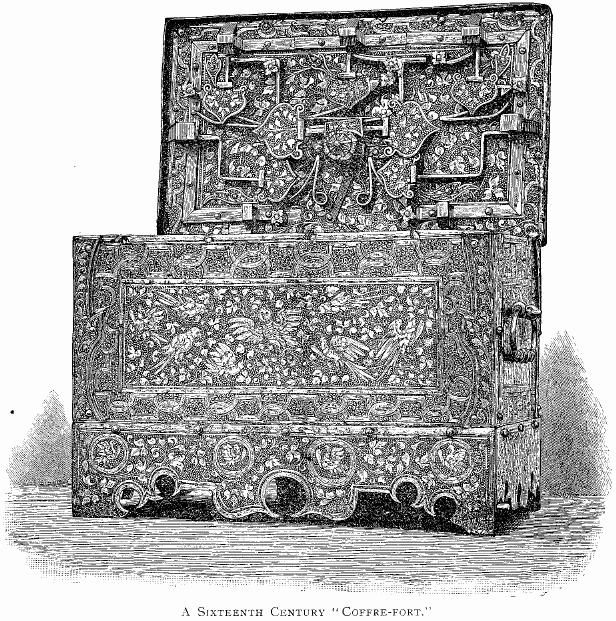
Coffre del à verrouillage multiple.

- Arcón (coffre): elemento esencial del mobiliario, a menudo tiene el panel frontal tallado.
- Aparador (buffet): aunque conserva la misma composición que en la Edad Media, el cuerpo superior es ligeramente más pequeño y está retraído en relación con el cuerpo inferior.
- Armario (armoire): de dos cuerpos, suele llevar abundante decoración.
- Mesa (table): con 6, 8 o 9 pies.
- Púlpito (chaire): en esta época el dossier podía alojar un coffre.
- Cama (lit): siempre rematada con un baldaquín sustentado por columnas en los ángulos, generalmente torneadas (Lit à quenouille).
- Dressoir:[5] mueble reservado para la preparación de alimentos y cubiertos (dressage des assiettes); la tablette de madera deja lugar a un estante y a la superficie de trabajo en mármol.

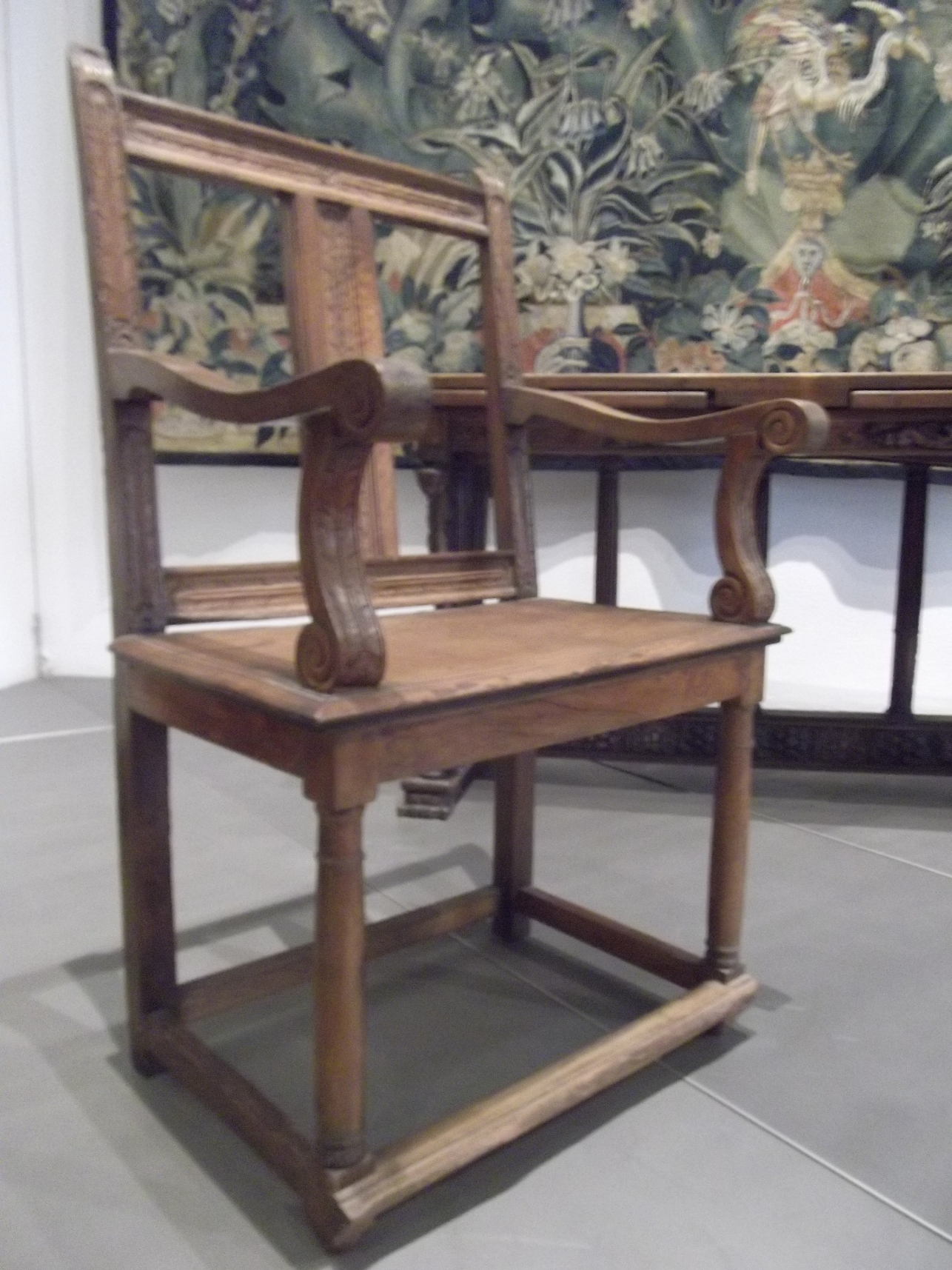
Chaise à bras.
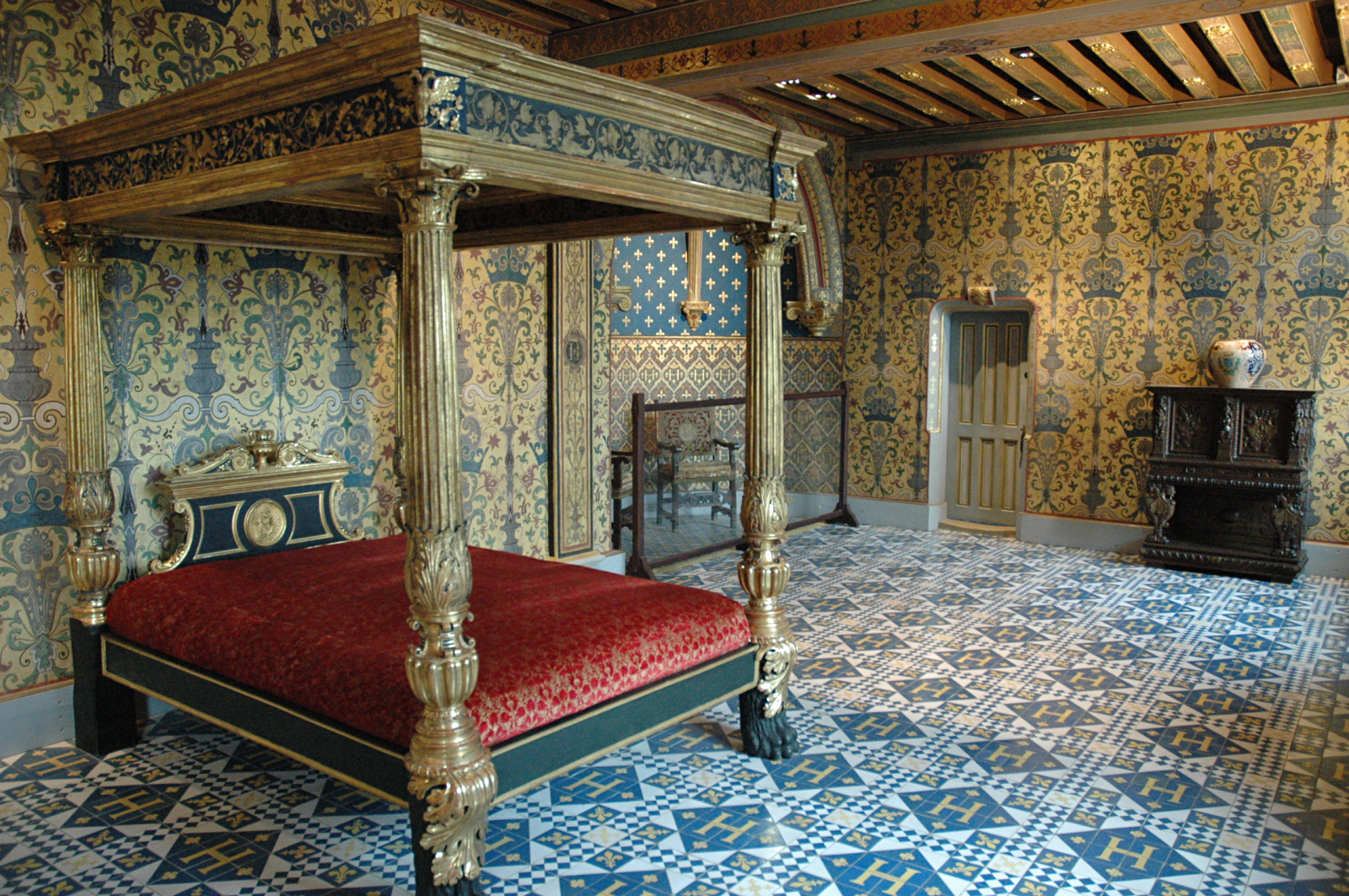
Chambre du roi ("cámara del rey"), château de Blois.

### Muebles nuevos
- Caquetoire[6] o caqueteuse: silla de madera con accoudoirs, respaldo y asiento de forma trapezoidal. Desaparee el coffre; patas con travesaño, absolutamente necesario a causa de la gran altura del asiento; ceinture ("cintura" o "faja") recta en plano y en elevación; tablier ("faldón") decorado bajo la ceinture; accotoir[7] ("brazos") en la continuidad de los pies; accotoir calado; el alto del respaldo terminado en frontón o frontón cortado. El respaldo está inclinado alrededor de 12 grados, intentando aumentar el confort.

- Chaise à bras:[8] con menor altura del respaldo, que no debe llegar a la cabeza del ocupante. Es en este modelo donde aparecen las primeras garnitures ("rellenos") en Francia, mucho después que en Italia. Patas con travesaño rectangular. El pie en columna se termina en una boule ("bola"), semiesfera, un rave ("nabo") o un disco. La ceinture recta en plano y elevación. (support d'accotoir en console reprise en continuation pour l'accotoir). Los montantes del respaldo pueden estar ligeramente inclinados. El espesor de la pelote ("ovillo", "alfiletero") es muy débil.

- Chaise à vertugadin:[9] o vertugale, es una réplica del sgabello italiano.
- Siège à tenaille.[10]

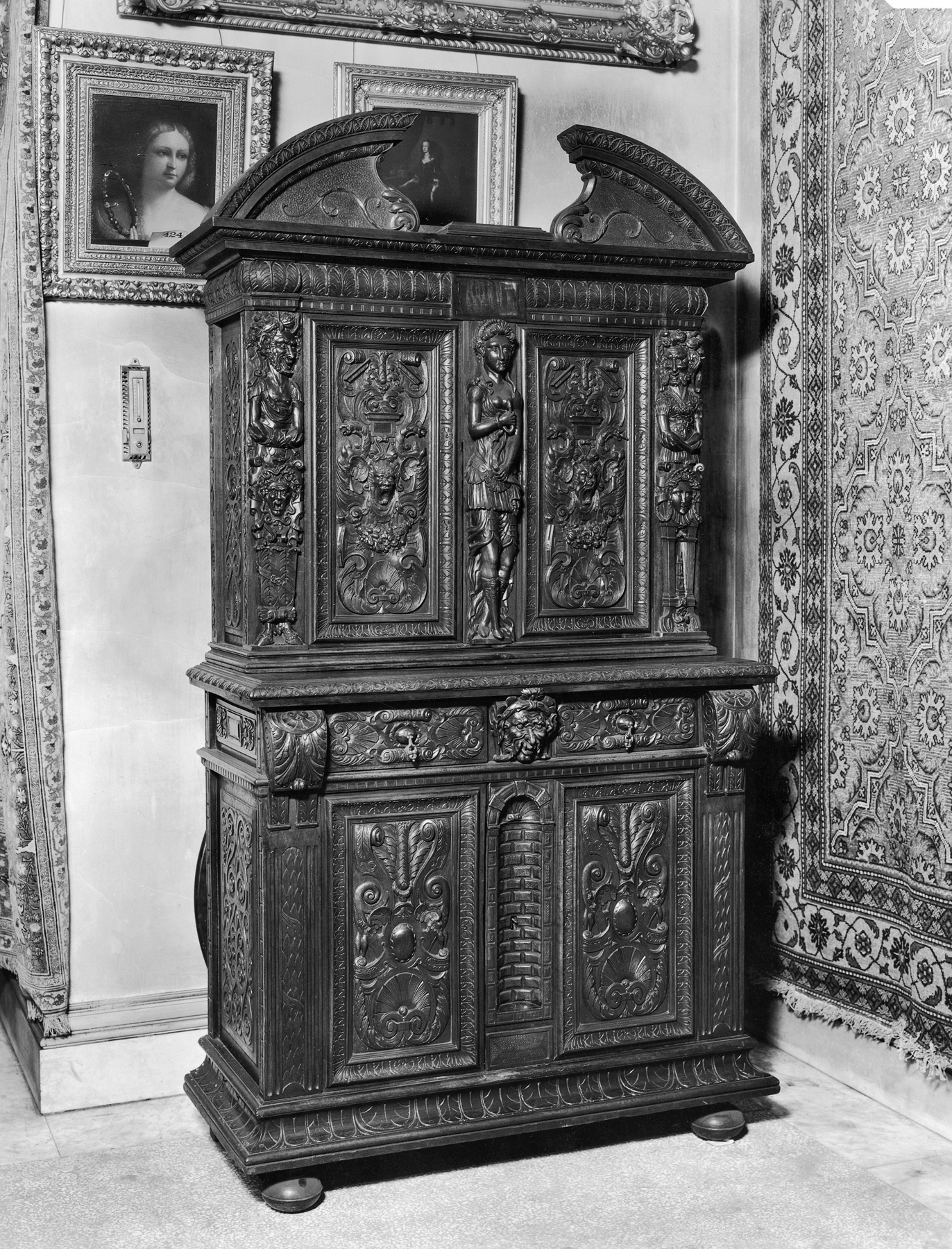
Cabinet hacia 1570-1600.
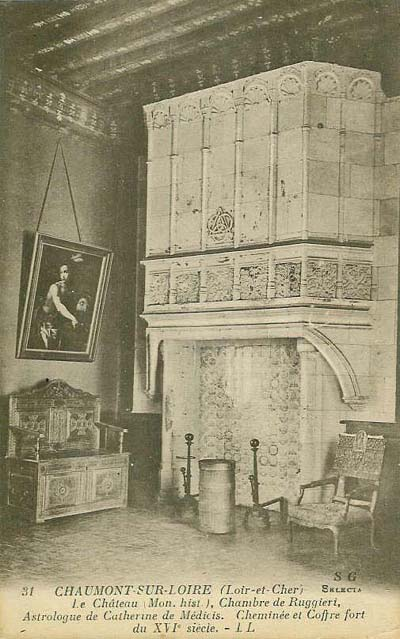
Cámara de Ruggieri (astrónomo de Catalina de Médici) en el Château de Chaumont-sur-Loire, con cheminée y coffre fort en forma de archebanc.